# Da Bottom Vol. 1
Da Bottom Vol. 1 è il primo mixtape del rapper statunitense Lil Jon con la collaborazione di DJ Ideal, pubblicato nel 2005 dall'etichetta BCD Music Group. Di questo mixtape ne è stata pubblicata una versione chopped and screwed.

## Tracce
1. Intro
2. What They Gon' Do (feat. Pitbull) (Remix] - Lil Jon)
3. Stomp (feat. T.I. & Ludacris) (T.I. VS Ludacris)
4. 3 Kings (feat. T.I. & Bun B)
5. Freestyle, Live From Atlanta (Lil' Flip Diss)
6. Freestyle (T.I. Diss)
7. Melting Pot (feat. Trick Daddy)
8. Thou Shall Not Kill
9. Interlude
10. Who Runs This Shit (feat. Lil Jon)
11. Cash Flow (feat. Slim Thug)
12. Freestyle (Mike Jones Diss)
13. Welcome to the South (feat. David Banner & Lil' Flip) (Lil Jon Remix)
14. Get Cha' Twisted
15. Skit
16. Slow Down
17. Living My Life (feat. Daz)
18. Dirty (feat. Bun B)
19. Interlude
20. Stomp
21. Speaks
22. Fuck You
23. Charge
24. Gangsta (feat. Money Mark)
25. Freestyle
26. Outro
27. Nigga What